# A Washingtoni Egyetem Planetáriuma
A Washingtoni Egyetem Planetáriuma az intézmény seattle-i campusán található. A kilenc méter átmérőjű kupola képét a hat projektor által kivetített WorldWide Telescope szoftver biztosítja.

## Története
Az 1994-ben megnyílt létesítményben kezdetben Minolta MS-8 projektort használtak, de 2009-ben megkezdődött az átállás a Microsoft WorldWide Telescope szoftverére, amely 2011-ig tartott. A projektorok nyolcmillió pixeles képet állítanak elő.

## Mobil planetárium
Az intézmény által összeállított hordozható eszközt a seattle-i iskolákban használják bemutatócélokra. Philip Rosenfield csillagász „The University of Washington Mobile Planetarium Do-it-Yourself Guide” címmel összeszerelési útmutatót írt egy ehhez hasonló eszköz megépítéséhez.

## Fordítás
- Ez a szócikk részben vagy egészben  az   University of Washington Planetarium című angol Wikipédia-szócikk ezen változatának fordításán alapul.  Az eredeti cikk szerkesztőit annak laptörténete sorolja fel. Ez a jelzés csupán a megfogalmazás eredetét és a szerzői jogokat jelzi, nem szolgál a cikkben szereplő információk forrásmegjelöléseként.